# Amelia Rueda
Amelia Rueda   (Buenos Aires, 3 d'octubre de 1951) és una periodista costa-riquenya que va iniciar la seva carrera el 1974 i porta més de quaranta anys exercint. Ha treballat en diferents mitjans de comunicació entre els que s'inclouen Canal 7 (Telenoticias), Canal 2: (Contacto Directo i Noticiero Univisión), Canal 6 (Esta mañana i Aló qué tal) i Central de Radios, com a directora de Noticieros i Nuestra Voz.
El 2008 va començar a utilitzar les xarxes socials per difondre informació, una acció que en aquell moment no es considerava factible, fetr que la va convertir en pionera del periodisme 2.0.
Al 2014 es va produir un documental sobre els seus 40 anys com a professional als mitjans de comunicació. El vídeo el van realitzar estudiants de la Universidad Veritas de Costa Rica, en col·laboració amb ameliarueda.com, del qual se'n conserva un tràiler en obert. Aquest documental conté intervencions d'Ignacio Santos, Eduardo Ulibarri i Marcela Angulo.
Ha rebut premis pel seu treball per part del Col·legi de Periodistes de Costa Rica com són, entre altres: Premi Ángela Acuña Braun per temes de gènere, Premi Periodismo en Salud, Premi UNICEF a la Comunicació, Premi a la millor directora i guionista de programa d'opinió: Nuestra Voz en Radio Monumental (atorgat pel Jurat Internacional en el premi Roger Barahona el 2003 - 2004), o el Premi Micrófono de Oro per part de la Federació d'Associacions de Ràdio i Televisió d'Espanya (2003).
Al 2016 va estar involucrada en la investigació realitzada al bufet d'advocats panameny Mossack-Fonseca en relació amb els documents denominats Papers de Panamà. Aquesta recerca la va desenvolupar el Semanario Universidad en conjunt amb ameliarueda.com.